# Athene Seyler
Athene Seyler (31 de mayo de 1889 – 12 de septiembre de 1990) fue una actriz inglesa.

## Resumen biográfico
Nacida en Londres, Inglaterra, fue más conocida como actriz teatral, empezando a actuar como tal en 1909. En el cine debutó en 1921, durando su carrera en este medio y en la televisión hasta la década de 1960, interpretando papeles en títulos como La ciudadela, Night of the Demon y Los Vengadores. Fue escogida de manera regular para trabajar en adaptaciones de novelas de Charles Dickens.
Siguió actuando hasta bien entrada la década de 1980, destacando su intervención como invitada en el show de Terry Wogan.
Además de su actividad interpretativa, Athene Seyler fue Presidenta de la Royal Academy of Dramatic Art (1950) y de la Theatrical Ladies Guild (now the Theatrical Guild). Junto a Stephen Haggard escribió un libro, The Craft of Comedy, publicado en 1944.
Athene Seyler falleció en Londres, Inglaterra, en 1990. Estuvo casada con el actor Nicholas Hannen. 
Fue nombrada comendadora de la Orden del Imperio Británico (CBE) en 1959.

## Trabajo teatral seleccionado
- Harvey
- Watch on the Rhine
- Lady Windermere's Fan
- The Rivals
- Romeo y Julieta
- El jardín de los cerezos
- Arsénico por compasión
- Who is Sylvia?

## Trabajo radiofónico y televisivo seleccionado
- "The Iron Duchess", de William Douglas-Home, BBC radio, radiada en 1966.
- "The Reluctant Peer", de William Douglas-Home, BBC radio, radiada en 1967